# Am Dam
Am Dam (arabisch أم دام, DMG Ām Dām) ist eine Stadt im Osten des Tschad in der Provinz Sila. Am Dam ist die Hauptstadt des Départements Djourouf al Ahmar, das den Westen der Provinz Sila umfasst. Am Dam liegt am Fluss Batha, einem periodischen Fluss, der von der sudanesischen Grenze bis zum Fitri-See im Zentrum des Tschad fließt. Die Grenze zum Sudan ist etwa 150 Kilometer entfernt, die Grenze zur Zentralafrikanischen Republik etwa 250 Kilometer.

## Klima und Vegetation
Die Stadt liegt in der Sahelzone und hat heißes Steppenklima. Der saisonale Niederschlag bleibt in manchen Jahren auch aus, während es in anderen zu Überschwemmungen kommt.

## Verkehrsanbindung
Am Dam liegt abseits des Hauptstraßennetzes und ist nur über unbefestigte Pisten erreichbar. Die nächsten Städte sind Abdi (etwa 90 Kilometer östlich), Oum Hadjer (etwa 100 Kilometer westlich) und Goz Beïda (etwa 120 Kilometer südöstlich).

## Bevölkerung
Beim Zensus 2009 wurden 5409 Einwohner gezählt.

## Geschichte
Am Dam wurde 1925 von der Mission Tranin-Duverne erreicht, der ersten West-Ost-Durchquerung Afrikas vom Atlantik zum Roten Meer mit Kraftfahrzeugen.

### Gefechte mit Rebellen im Jahr 2009
Am 7. Mai 2009 kam es in Am Dam zu Kämpfen zwischen tschadischen Rebellen der Union der Widerstandskräfte und den Streitkräften des Tschad. Kurz nachdem die Rebellen in das Dorf eingedrungen waren, wurden sie durch die Armee bekämpft und nach drei Stunden vertrieben. Bei den Kämpfen wurden 14 Menschen getötet, darunter vier Frauen und vier Kinder. Außerdem wurde die lokale Krankenstation beschädigt. Die Bevölkerung sorgte sich um Blindgänger, die Kinder und die Feldarbeit gefährden. Mitglieder der MINURCAT, der UN-Mission in der Zentralafrikanischen Republik und dem Tschad, untersuchten in Folge den Vorfall. Die Rebellen setzten bei ihren Angriffen Kindersoldaten ein.
Die Kämpfe zogen sich außerhalb von Am Dam weiter hin. Nach Angaben der Regierung wurden insgesamt 225 der aufständischen Kämpfer und 22 Soldaten getötet sowie 212 Rebellen festgenommen. Da die tschadischen Stellen den Sudan beschuldigten, die Rebellen zu unterstützen und ihnen Unterschlupf auf ihrem Staatsgebiet zu gewähren, wurden von den Luftstreitkräften des Tschad Angriffe auf dem Staatsgebiet des Sudan durchgeführt. Dies wiederum hatte zur Folge, dass Sudanesische Streitkräfte die Stadt Bahaï im Nordosten der Provinz Wadi Fira angriffen.
Bei der Aktion des Militärs hat auch der heutige Präsident des Tschad, Mahamat Idriss Déby Itno, teilgenommen. Die Rebellen gehörten zu einer Gruppierung, die von Timane Erdimi, einem Cousin des damaligen Präsidenten Idriss Déby geführt wurden.

## Persönlichkeiten
- Hussain Hassan Abakar (1947–2018), Imam